# Faik Öztrak

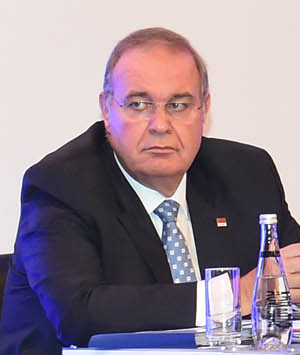
Faik Öztrak

Faik Öztrak (* 26. März 1954 in Ankara) ist ein türkischer Politiker der Cumhuriyet Halk Partisi (CHP). Er war von 2010 bis 2015 stellvertretender Vorsitzender der  CHP. Seit 2007 ist er Abgeordneter in der Großen Nationalversammlung der Türkei für Tekirdağ.

## Leben
Faik Öztrak wurde 1954 als Sohn des ehemaligen Innenministers Orhan Öztrak und dessen Ehefrau Ayten in Ankara geboren. Er ist der Enkel des ehemaligen türkischen Innenministers Mustafa Faik Öztrak und Neffe des TRT-Generalsekretärs Adnan Öztrak und des ehemaligen Staatsministers İlhan Öztrak.
Öztrak besuchte bis 1973 das Lycée Saint-Joseph in Istanbul und graduierte 1977 am Fachbereich für Wirtschafts- und Finanzwissenschaften der Ankara Üniversitesi. Er erhielt einen Masterabschluss in Entwicklungsfinanzierung an der University of Birmingham.
Im Jahr 1978 begann Öztrak beim Staatlichen Planungsamt der Türkei. Als Spezialist für Finanzangelegenheiten war Öztrak an Verhandlungen auf internationaler Ebene beteiligt. Nach 1987 war er Leiter der Abteilung für Jahresprogramme und Finanzen, stellvertretender Leiter der Abteilung für Wirtschaftsplanung, Direktor für Wirtschaftsplanung und stellvertretender Unterstaatssekretär. Ab dem Jahr 2000 arbeitete er dann in der Bankenregulierung und -aufsichtsbehörde und war dort Vizepräsident. Nach der türkischen Finanzkrise im Jahr 2001 wurde er Teil einer neuen Abteilung für Wirtschaftsfragen im Finanzministerium.
Nach der Parlamentswahl in der Türkei 2002 verließ Öztrak das Finanzministerium im Jahr 2003 und schrieb Kolumnen über Wirtschaftsthemen für die Tageszeitung Milliyet. Außerdem war er Gastprofessor am Fachbereich für Wirtschaftswissenschaften an der Technischen Universität des Nahen Ostens und unterrichtete Makroökonomie. Kurz lehrte er auch an der Bahçeşehir Üniversitesi. Außerdem war er Co-Autor einer Studie zu Beitrittsverhandlungen der Türkei mit der Europäischen Union mit Experten des  Centre for European Policy Studies (CEPS).
2007 wurde Öztrak Abgeordneter in der türkischen Nationalversammlung für den Wahlbezirk Tekirdağ. 2011, sowie im Juni und November 2015 wurde er erneut in das Parlament gewählt. Zwischen 2010 und 2014 war er stellvertretender Vorsitzender der CHP und zuständig für Wirtschaftspolitik und später für die Arbeitgeberverbände.